# Donín (vojenský újezd Hradiště)
Donín (německy Dohnau) je zaniklá vesnice ve vojenském újezdu Hradiště v okrese Karlovy Vary. Ležela v Doupovských horách 5,2 kilometru jihozápadně od Kadaně v nadmořské výšce okolo 440 metrů.

## Název
Název vesnice je pravděpodobně odvozen z osobního jména Zdoňa (staročesky Zdoňě). V historických pramenech se objevuje ve tvarech: donjn (1460), in donine (1488), donic (1593), Dona (1653), Thonau nebo DOna (1787), Tohnau (1846) nebo Dohnau (1854).

## Historie
První písemná zmínka o Donínu je z roku 1460, kdy byla vesnice uvedena v soupisu panství hradu Egerberk. Správu vsi měl v patnáctém století na starost rychtář. U Egerberku Donín zůstal až do roku 1623, kdy panství zkonfiskované Štampachům ze Štampachu koupil Kryštof Šimon Thun, který vesnici připojil ke Klášterci nad Ohří.
Během třicetileté války se vesnice pravděpodobně vylidnila, protože v roce 1653 je uvedena v urbáři panství, ale berní rula z následujícího roku Donín neuvádí. Podle díla Jaroslava Schallera z roku 1787 v Doníně stál poplužní dvůr a ovčín. Johann Gottfried Sommer v roce 1847 ve vsi uvedl kromě dvora také cihelnu, vápenku a sedm domů. Po zrušení patrimoniální správy se Donín stal osadou Pastvin, ale v roce 1869 byly obě vesnice připojeny ke Zvoníčkovu. Při sčítání lidu v roce 1921 a 1930 byly Pastviny opět obcí a Donín jejich osadou. Vesnice patřila k radnické farnosti a v Radnici bývala také pošta a škola.
Vesnice se v letech 1953–1954 ocitla na území vojenského újezdu, ale nebyla uvedena v seznamu rušených sídel. Je tedy možné, že v ní v té době už nikdo nežil.

## Přírodní poměry
Donín stával v katastrálním území Žďár u Hradiště v okrese Karlovy Vary, asi 1,3 kilometru jihozápadně od Brodců u Kadaně. Nacházel se v nadmořské výšce okolo 435 metrů. Oblast leží v severovýchodní části Doupovských hor, konkrétně v jejich okrsku Jehličenská hornatina. Půdní pokryv v širším okolí tvoří kambizem eutrofní. Místy, kde vesnice stávala, protéká Donínský potok.
V rámci Quittovy klasifikace podnebí se Donín nacházel v mírně teplé oblasti MT7, pro kterou jsou typické průměrné teploty −2 až −3 °C v lednu a 16–17 °C v červenci. Roční úhrn srážek dosahuje 650–750 milimetrů, počet letních dnů je 30–40, mrazových dnů 110–130 a sníh v ní leží 60–80 dnů v roce.

## Obyvatelstvo
Při sčítání lidu v roce 1921 zde žilo 48 obyvatel (z toho 23 mužů) německé národnosti a římskokatolického vyznání. Podle sčítání lidu z roku 1930 měla vesnice také 48 obyvatel se stejnou národnostní a náboženskou strukturou.
|           | 1869 | 1880 | 1890 | 1900 | 1910 | 1921 | 1930 | 1950 |
| --------- | ---- | ---- | ---- | ---- | ---- | ---- | ---- | ---- |
| Obyvatelé | 49   | 56   | 55   | 52   | 52   | 48   | 48   | 24   |
| Domy      | 8    | 9    | 9    | 9    | 9    | 8    | 8    | 8    |